# Jagat
Jagat ist ein Dorf mit ca. 3.500 Einwohnern im Süden des indischen Bundesstaats Rajasthan. Hier befindet sich der künstlerisch bedeutsame Ambika-Mata-Tempel.

## Lage
Jagat liegt in einer Talsenke des Aravalligebirges im Norden von Rajasthan in einer Höhe von ca. 370 m ü. d. M. Die Entfernung von Udaipur beträgt ca. 35 km (Fahrtstrecke) in südöstlicher Richtung. Das Klima ist trocken und warm; Regen fällt eigentlich nur während der sommerlichen Monsunzeit.

## Bevölkerung
Die Hindi und Rajasthani sprechende Bevölkerung besteht ganz überwiegend aus Hindus; andere Religionen wie Moslems,  Jains, Christen, Sikhs, Buddhisten und andere spielen unter der Landbevölkerung Indiens  kaum eine Rolle. Wie bei Volkszählungen im Norden Indiens üblich, liegt der männliche Bevölkerungsanteil etwa 5 % höher als der weibliche.

## Wirtschaft
Die Lebensgrundlage der Bevölkerung bildet die Landwirtschaft (Weizen, Hirse und Raps), aber auch Viehzucht (Schafe, Ziegen, Kamele) wird in geringem Umfang und vorwiegend zur Milch- und Wollproduktion betrieben. Im Ort selbst leben auch Tagelöhner, Kleinhändler etc.

## Geschichte
Die Geschichte des Ortes liegt weitgehend im Dunkeln; von den Übergriffen der islamischen Heere im Mittelalter blieb er jedoch anscheinend verschont, denn ein Hindu-Tempel blieb erhalten.

## Sehenswürdigkeiten
Einzige Sehenswürdigkeit ist der außergewöhnlich gut erhaltene und oft mit den deutlich größeren Tempelbauten von Khajuraho (Madhya Pradesh) verglichene Ambika-Mata-Tempel, dessen Bauzeit zumeist um die Mitte des 10. Jahrhunderts angesiedelt wird.